# Elisabeth Frink

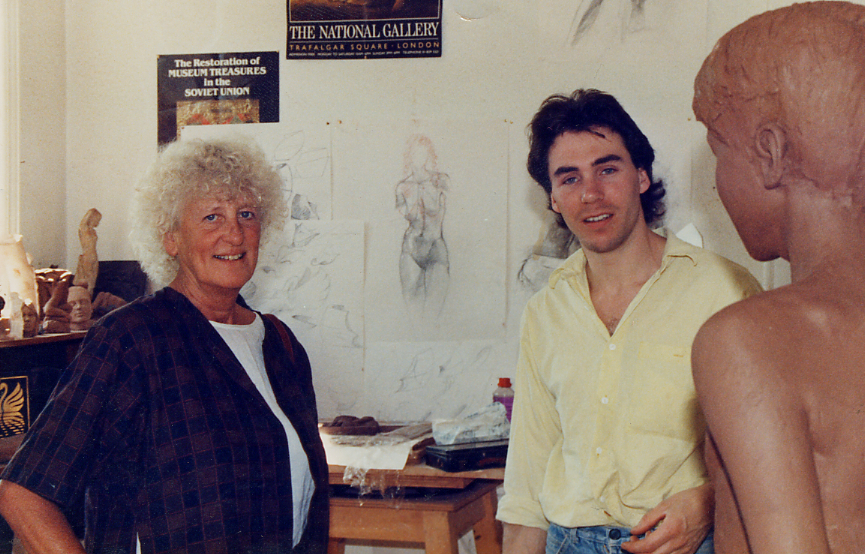
Dame Elizabeth Frink und John McKenna, als McKenna Bildhauerei an der Sir Henry Doulton School of Sculpture studierte

Dame Elisabeth Jean Frink CH DBE RA  (* 14. November 1930 in Great Thurlow, Suffolk; † 18. April 1993 in Blandford Forum, Dorset) war eine britische Bildhauerin, Grafikerin und Hochschullehrerin. Sie gehört zu den bedeutendsten Bildhauern des 20. Jahrhunderts, deren Werke in zahlreichen öffentlichen und privaten Sammlungen auf der ganzen Welt ausgestellt sind.

## Leben

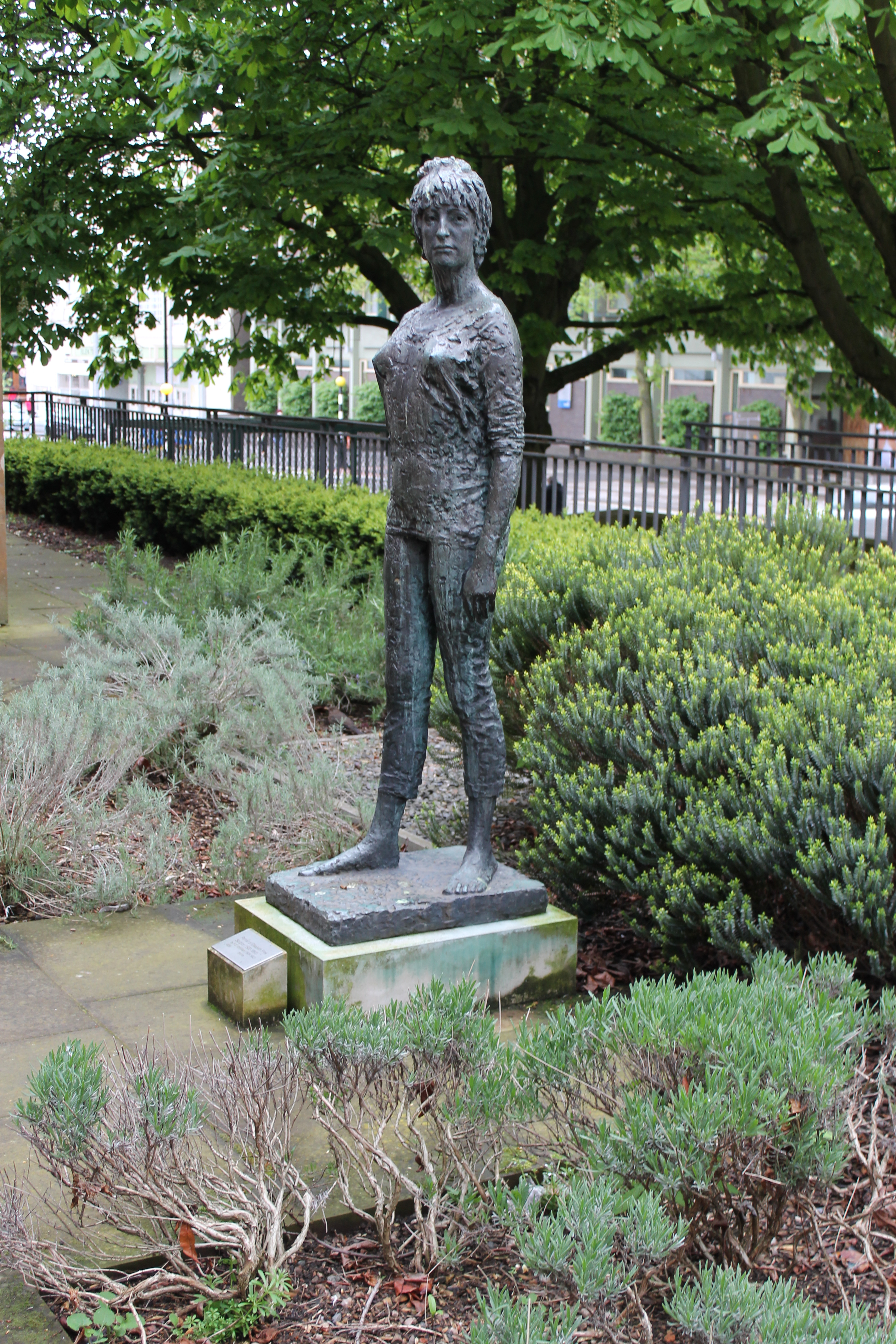
Porträt von Elisabeth Frink aus Bronze von F. E. McWilliam aus dem Jahr 1956, ausgestellt vor dem Herbert Art Gallery and Museum, Coventry

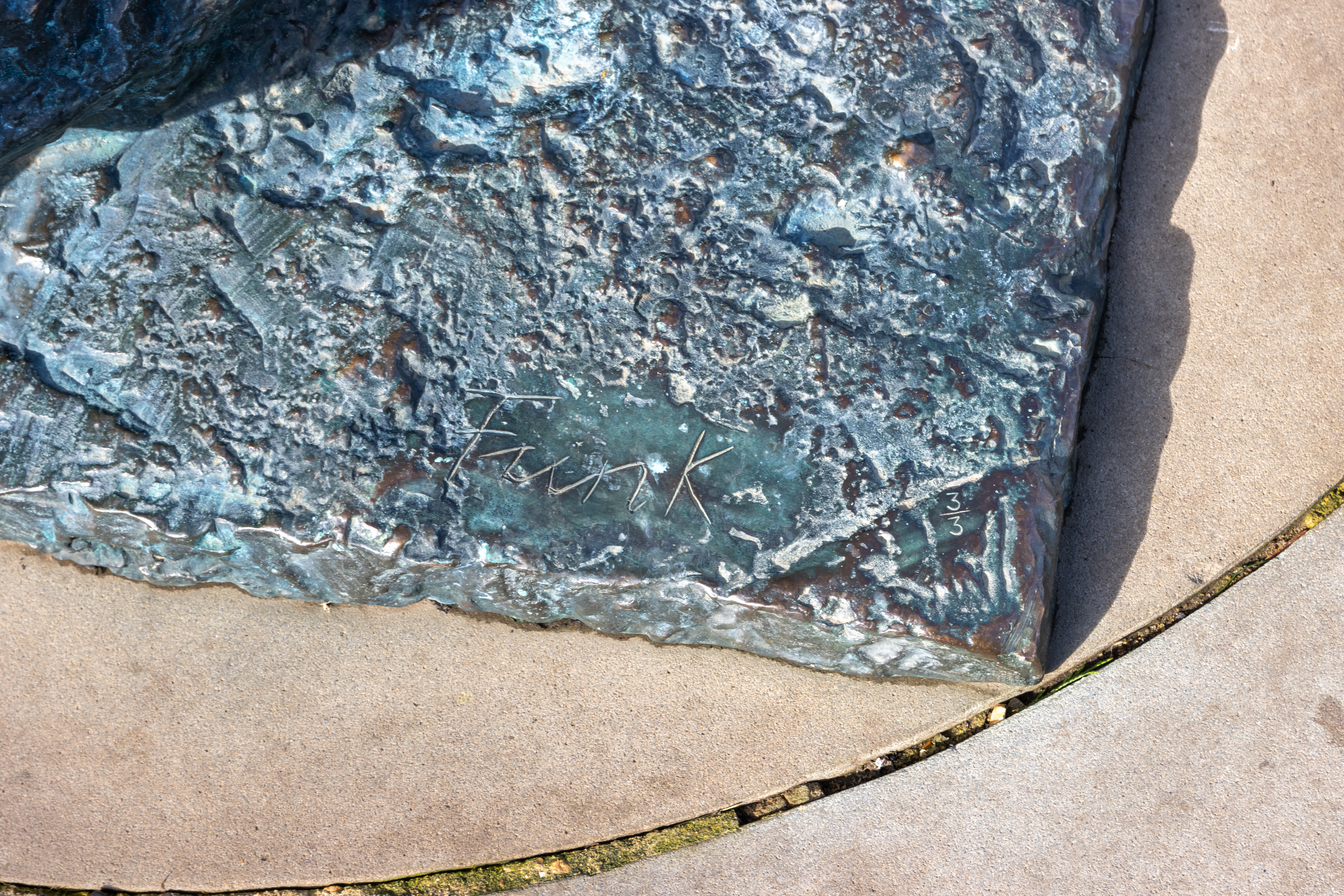
Unterschrift

Frink war die einzige Tochter des Kavallerieoffizier Ra Cuyler Frink (1899–1974) und seiner Frau Jean Conway-Gordon, der Tochter eines Oberst. 1941 schickte ihre Mutter sie zu ihrer Patentante nach Chypraze in der Nähe von Exmouth in Devon, um den Flugzeugen und Bomben in Suffolk zu entgehen, da Thurlow von Flugplätzen umgeben war. Von 1947 bis 1949 studierte sie an der Guildford School of Art, wo der Bildhauer Willi Soukop Abteilungsleiter war. Anschließend studierte sie von 1949 bis 1952 bei Bernhard Meadow an der Chelsea School of Art. Ihre Skulpturen während ihrer Studienzeit waren hauptsächlich in Zement oder Gips gegossene Männer mit Vögeln und Hunden.
1951 besuchte Frink Paris zum ersten Mal und bewunderte die neueren Arbeiten von Alberto Giacometti, Germaine Richier und Pablo Picasso, die alle figurative Skulpturen aus Gips angefertigt hatten. Im Gegensatz zu dem traditionellen Tonmodellierungsansatz, den Auguste Rodin etablierte, arbeitete Frink, indem sie Gipsschichten auf ein Drahtgerüst auftrug, das sie dann schnitt und bearbeitete. Dieses wurde dann in Bronze und zu Beginn ihrer Karriere in Beton gegossen.
1955 heiratete Frink heiratete den Architekten Michel Jammet in der neuen Kirche Notre Dame de France am Leicester Place in London. Der Großvater ihres Mannes eröffnete das Restaurant Jammet's in Dublin, weshalb sie und ihr Mann die Stadt regelmäßig besuchten. Ihr Sohn wurde am 11. Mai 1958 im St. Stephen’s Hospital in London geboren.
Frink ließ sich 1963 von Michel Jammet scheiden, nachdem sie 1961 Edward Gordon (Ted) Pool (1922–2013) kennengelernt hatte, einen ehemaligen Fallschirmjäger, der in der Normandie ein Bein verloren hatte und dessen Familie in Smithfield eine Metzgerei betrieb. Er war das Modell für mehrere ihrer Skulpturen, darunter The Risen Christ (1964) für die römisch-katholische Kirche Our Lady of the Wayside in Solihull.
1967 verkaufte sie ihr Haus in Chelsea und zog nach Le Village in der Nähe von Nîmes in Frankreich. 1969 heiratete sie Pool in Wandsworth, doch 1970 begann sie eine Affäre mit dem ungarischen Grafen und Versicherungsmakler Alexander Csaky. 1973 ließ sich Frink von Pool scheiden und kehrte nach Großbritannien zurück, um dort zu leben und zu arbeiten, wo sie ein großes Apartment am Buckingham Gate in London bezog.
Frink heiratete Csaky im Dezember 1974 in London und 1976, als der Mietvertrag für ihr Studio in Buckingham Gate auslief, kauften sie Woolland House in Woolland, in der Nähe von Blandford Forum. 1979 ließ sie in der Nähe des Hauses ein Studio errichten und fertigte dort im Auftrag des Earl of March ein lebensgroßes Pferd für die Pferderennbahn von Goodwood an. Dies war eine ihrer größten Skulpturen eines Rennpferds neben anderen bronzenen Pferdeskulpturen, darunter eine mit einem Reiter auf dem Bürgersteig in der Dover Street in London aus dem Jahr 1974 und eine weitere, die 1978 von Milton Keynes in Auftrag gegeben wurde.

### Werke
Frink ist am bekanntesten für ihre bronzene Skulpturen, die eine charakteristische geschnittene und bearbeitete Oberfläche aufweisen. In den 1960er Jahren wurde Frinks Faszination für die menschliche Form in einer Reihe fallender Figuren und geflügelter Männer deutlich. Während sie von 1967 bis 1970 in Frankreich lebte, begann sie mit einer Reihe monumentaler Männerköpfe, bekannt als die Goggled Heads. Nach ihrer Rückkehr nach England konzentrierte sie sich auf männliche Akte mit gewölbter Brust, maskenhaften Zügen, dünnen Gliedmaßen und narbiger Oberfläche, zum Beispiel Running Man (1976; Pittsburgh, Carnegie Museum of Art). Frinks Skulpturen und ihre Lithografien und Radierungen, die sie als Buchillustrationen schuf, basierten auf Archetypen, die männliche Stärke, Kampfgeist und Aggression ausdrückten.
Frink war Teil einer Nachkriegsgruppe britischer Bildhauer, die als Geometry of Fear-Schule bezeichnet wurde und zu der Reg Butler, Bernard Meadows, Kenneth Armitage und Eduardo Paolozzi gehörten. Frinks Themen umfassten Männer, Vögel, Hunde, Pferde und religiöse Motive, aber nur sehr selten weibliche Formen. Ihr Gesamtwerk umfasst etwa 400 Bronzen und beschränkte sich auf eine kleine Zahl von Themen und Variationen. Frink fertigte insbesondere von Pferden und Hunden zahlreiche Skulpturen an. Obwohl Porträts nicht ihre bevorzugte Arbeitskategorie waren, nahm sie zwischen 1975 und 1984 sieben Aufträge an, darunter auch von berühmten männlichen Modellen wie Sir John Pope-Hennessy für das British Museum, Sir Alec Guinness für die National Portrait Gallery und Andrew Michael Jaffé für das Fitzwilliam Museum in Cambridge.
In ihren Skulpturen der 1960er und 1970er Jahre konzentrierte sie sich auf die nackte männliche Figur und schuf auch eine Reihe Männerköpfe.

#### Religiöse Skulpturen

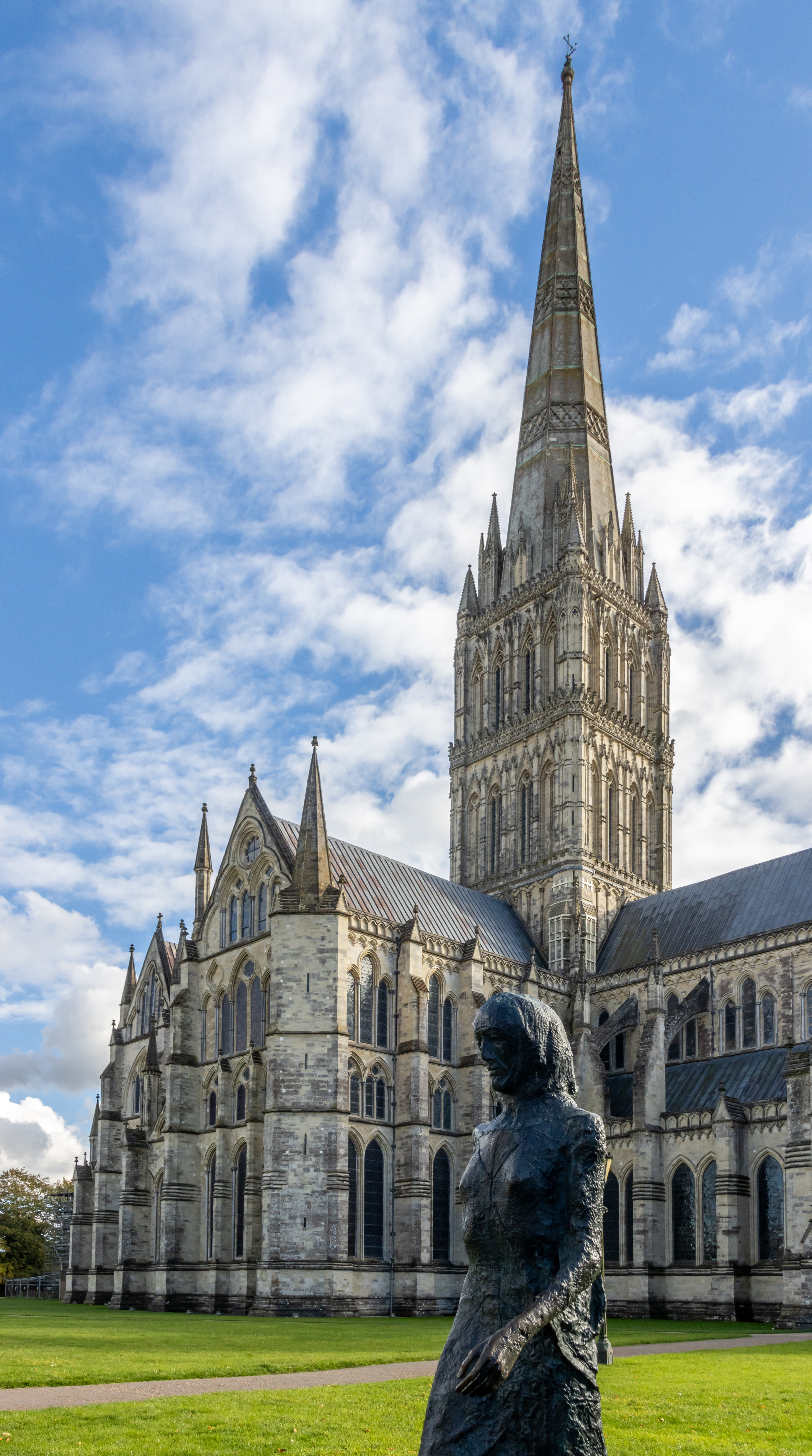
Elisabeth Frink: Walking Madonna, vor der Kathedrale in Salisbury

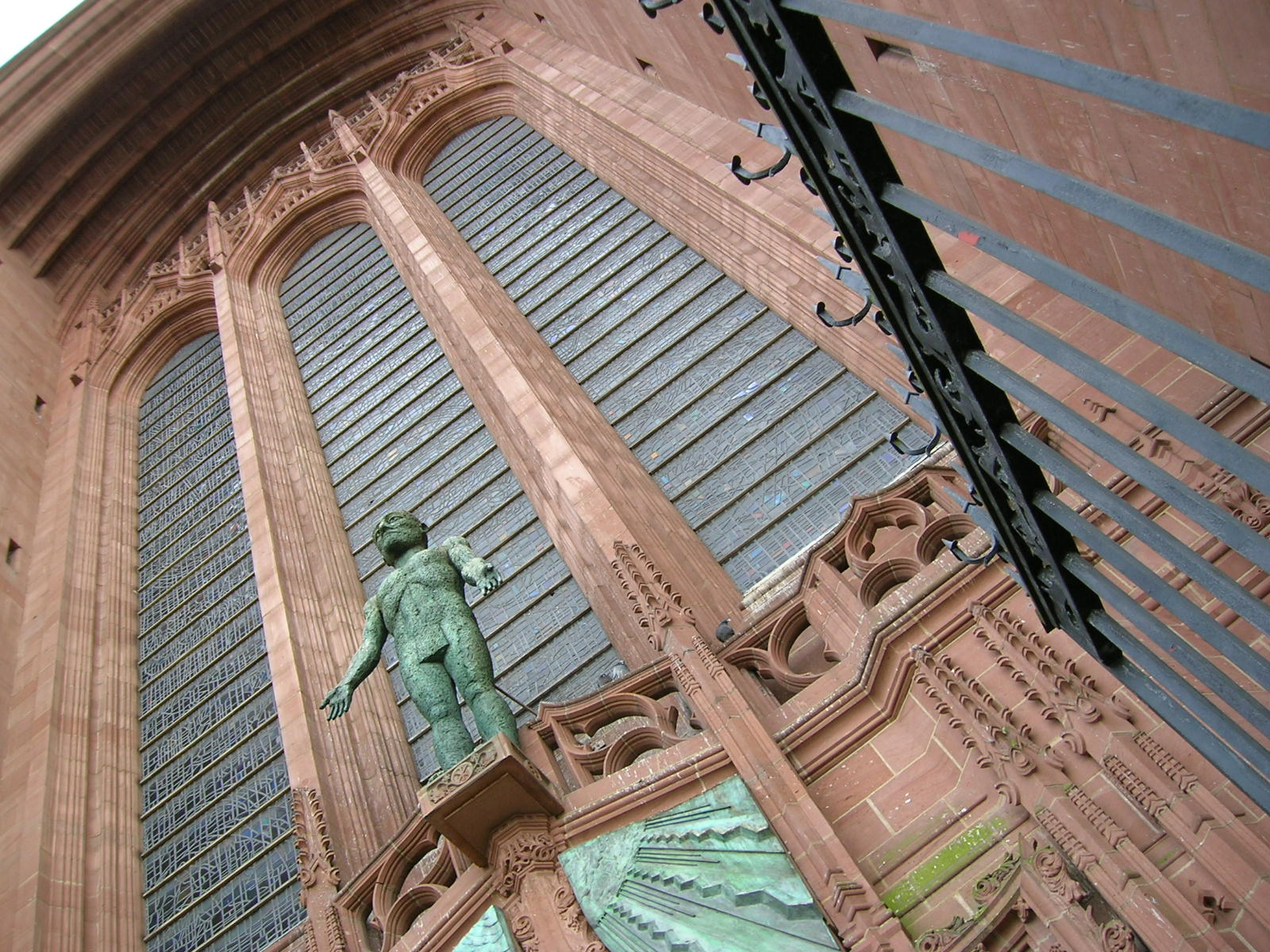
Christus von Elizabeth Frink, Westfassade, Liverpool Anglican Cathedral

Im Laufe ihrer Karriere führte sie mehrere große religiöse Skulpturenaufträge aus. 1952 erhielt sie ihren ersten großen Auftrag, eine Figur des Heiligen Johannes Bosco  für die neue Kirche des Heiligen Johannes Bosco in Woodley. Das zweite Werk, das in ihrem Werkverzeichnis verzeichnet ist, war eine große Gipsfigur Christus an der Säule.
Sie nahm Aufträge an zur Herstellung von Kreuzigungen, Altarkreuzen, einem auferstandenen Christus in Solihull, einem großen Christuskopf für die All Saints‘ Church in Basingstoke, einem Adlerpult für die Coventry Cathedral und einer Walking Madonna vor der Kathedrale von Salisbury. Ihr letzter religiöser Auftrag war ihr letztes Werk Der auferstandene Christus für die Liverpool Cathedral, das ihr Sohn am Ostersonntag, dem 11. April 1993, eine Woche vor ihrem Tod, enthüllte.

## Ausstellungen und Hochschultätigkeiten
1952 stellte Frink noch während ihres Studiums mit zwei anderen Bildhauern in der Beaux Arts Gallery in London aus, und die Tate Gallery kaufte bei der Ausstellung eine Bronzestatue mit dem Titel Bird of Prey, womit sie die jüngste Künstlerin war, die in eine nationale Sammlung aufgenommen wurde. 1953 gewann sie den Studentenpreis im Skulpturenwettbewerb Unbekannter politischer Gefangener. Ihre erste Einzelausstellung hatte sie 1955 in der St. George’s Gallery in London und 1959 im Ausland in der Bertha Schaefer Gallery in New York City.
Sie unterrichtete von 1953 bis 1961 an der Chelsea School of Art, von 1954 bis 1962 an der St. Martin’s School of Art und von 1965 bis 1967 war sie Gastdozentin am Royal College of Art.
1962 gab Frink ihre beiden Vollzeitstellen als Dozentin auf, um sich auf Ausstellungs- und Auftragsarbeiten zu konzentrieren. Ein wichtiger Auftrag war die Herstellung eines Adlerpults für die neue Kathedrale von Coventry. Sie war die jüngste Künstlerin und die einzige Frau, die mit einem neuen Werk für die Kathedrale beauftragt wurde, und ihr Adler erntete große Bewunderung. Etwa zur gleichen Zeit erhielt Frink den Auftrag, ein Denkmal für die Flieger Alcock und Arthur Whitten Brown für den Manchester Airport zu schaffen, und sie schuf eine große Figur Horizontal Birdman, die Vogel und Mensch vereinte.
Ab 1967 hatte Frink jedes Jahr eine Einzelausstellung und ihre Arbeiten wurden jährlich in Gruppenausstellungen auf der ganzen Welt gezeigt. 1985 widmete ihr die Royal Academy eine Retrospektive und 1990 eine große Ausstellung im National Museum of Women in the Arts in Washington, D.C. Ihre Werke sind in öffentlichen Sammlungen in ganz Großbritannien zu finden, so etwa in der Tate Gallery, sowie in großen Galerien in den USA, Australien und Südafrika.
Anfang 1991 erforderte eine Operation gegen Speiseröhrenkrebs eine erzwungene Pause. Wenige Wochen später arbeitete Frink jedoch wieder an Skulpturen und bereitete ihre Ausstellungen vor. Im September unterzog sie sich einer zweiten Operation und setzte ihre geplante Reise zu Ausstellungen in New Orleans und New York City fort. Frinks Gesundheitszustand verschlechterte sich deutlich und trotzdem arbeitete sie an der Statue Auferstandener Christus für die Liverpool Cathedral. Nur eine Woche nach der Aufstellung starb Frink am 18. April 1993 im Alter von 62 Jahren im Woolland House an Krebs. Ihr Ehemann war nur wenige Monate zuvor gestorben.
Vor ihrem Tod hatte Frink an der Sir Henry Doulton School of Sculpture in Stoke-on-Trent, die damals vom Bildhauer Colin Melbourne geleitet wurde, Unterricht gegeben.
Sie illustrierte eine Reihe von Büchern, darunter Aesops Fabeln, herausgegeben von Alistair McAlpine und Leslie Waddington, Homers Odyssee, herausgegeben von der Folio Society, und Chaucers Canterbury Tales, herausgegeben von Leslie Waddington.
Frink war Mitglied der Menschenrechtsorganisation Amnesty International und war eine großzügige Unterstützerin von Wohltätigkeitsorganisationen. Sie schenkte Amnesty International Zeichnungen und Radierungen sowie dem Great Ormond Street Children’s Hospital eine Auflage von fünfzig Abgüssen einer Skulptur eines sitzenden Hundes.

## Vermächtnis

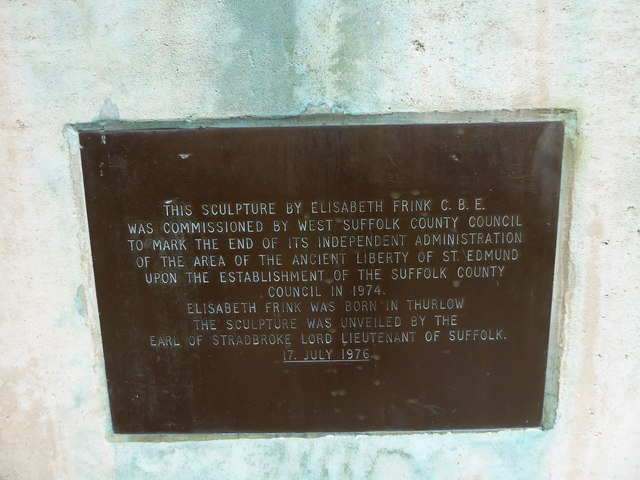
Gedenktafel für die Elisabeth-Frink-Statue in der St. Edmundsbury Avenue

- Werke von Frink befinden sich in den Sammlungen der Jerwood Gallery, der National Galleries of Scotland, der Ingram Collection of Modern British Art, der Priseman Seabrook Collection und des Victoria and Albert Museum.

- Eine Bronzestatue von Frink aus dem Jahr 1956 von F. E. McWilliam steht vor dem Herbert Art Gallery and Museum in Coventry.

- Frink entwarf die Frink-Medaille der Zoological Society of London, die einen Bison zeigt. Diese Medaille wird seit 1973 jährlich für bedeutende Beiträge zur Zoologie eines professionellen Zoologen verliehen.

- 1963 waren Frinks Skulpturen in dem Science-Fiction-Film The Damned von Joseph Losey zu sehen. Frink lieh die Skulpturen nicht nur, sondern war auch bei den Dreharbeiten vor Ort und brachte der Schauspielerin Viveca Lindfors bei, Gips nach der Methode eines Bildhauers aufzutragen, der dann bearbeitet und geschnitzt wurde. Frinks Werke kamen auch in Loseys Film The Servant zum Einsatz.[6]

- Frink wurde 1992 als Motiv für die Medaille der British Art Medal Society ausgewählt. Die Medaille von Avril Vaughan wurde im Journal der Gesellschaft The Medal, Nr. 23 (1993), vorgestellt. Die Medaille wurde von der Royal Mint in einer Auflage von 47 Medaillen gegossen.[7]

- Frink war eine von fünf 20th Century Women of Achievment, die für eine im August 1996 herausgegebene britische Briefmarkenserie ausgewählt wurde.[8]

- 1996 wurde die Frink School of Figurative Sculpture eröffnet.

- 2019 wurde Frinks Atelier in Woolland in Dorset von der Kunstgalerie Messums Wiltshire für ihre Ausstellung A Place Apart im Jahr 2020 in einer historischen Zehntscheune auf der Place Farm in Tisbury, Wiltshire, rekonstruiert. Im Atelier wurde eine Sammlung originaler Gipse neben Werkzeugen und Gegenständen ausgestellt, die aus dem ursprünglichen Atelier geborgen wurden. A Place Apart  enthielt eine Sammlung von Fotografien von Ian Chapman. White Out of Dark dokumentiert den Prozess der Freilegung von mehr als 80 Originalgipsen, die zwischen 2017 und 2019 aus ihrem Atelier und Lagerräumen entfernt worden waren.[9]

- Der letzte Wunsch ihres Sohnes Lin Jammet war, dass der gesamte Nachlass und das Archiv von Frink der Nation überlassen werden, um sicherzustellen, dass Frinks Vision, ihre Kunstwerke in der Öffentlichkeit zu teilen, verwirklicht wird. Dies führte zu einer bedeutenden kulturellen Schenkung an 12 öffentliche Museen in England, Schottland und Nordirland, wobei das Dorset Museum & Art Gallery mehr als 300 Werke erhielt.[10]

## Skulpturen (Auswahl)

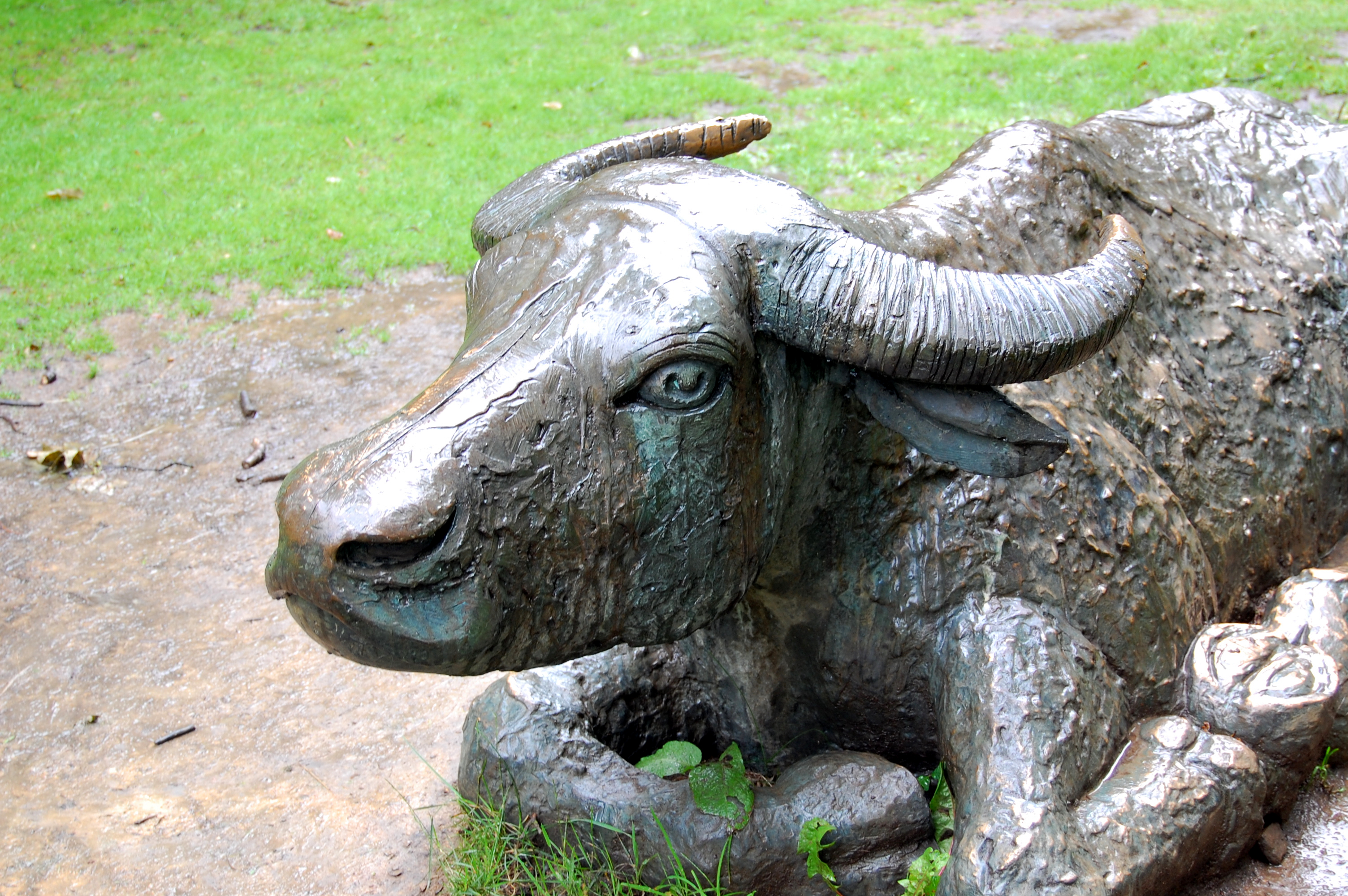
Skulptur Lying and Standing (1988) von Elisabeth Frink, Yorkshire Sculpture Park, Wakefield
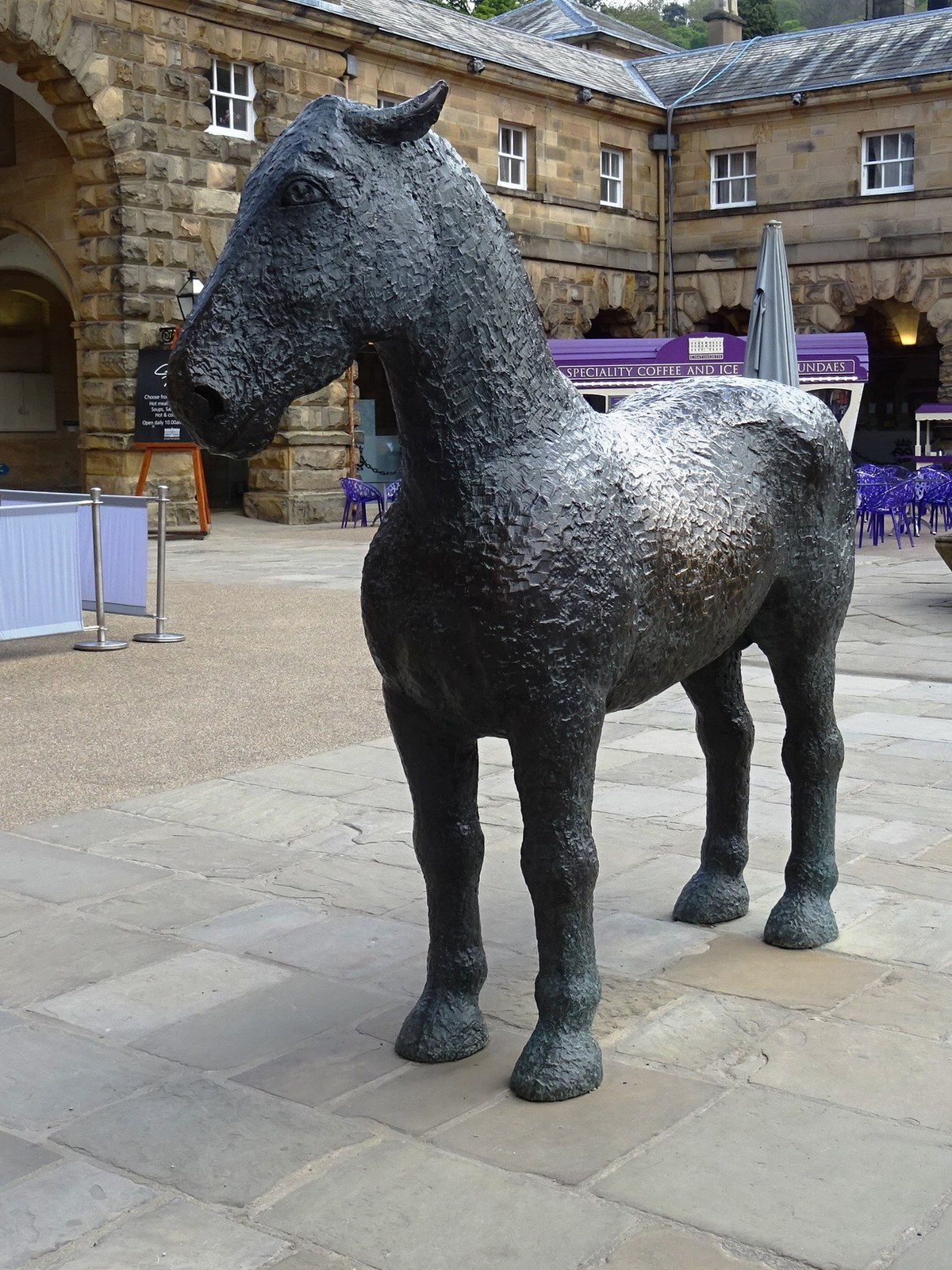
The War Horse
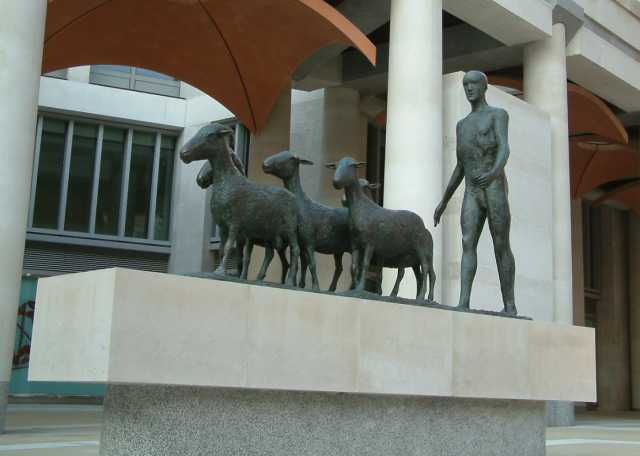
Shepherd and Sheep. In Auftrag gegeben für den früheren Paternoster Square-Komplex in London und für den neu gestalteten Platz im Jahr 2000 beibehalten
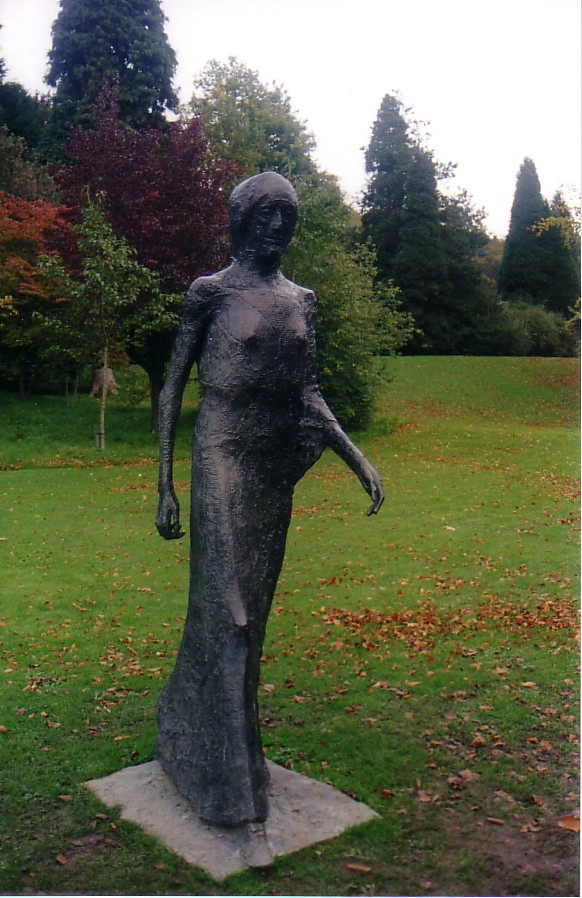
Walking Madonna. 2002 für Chatsworth House, Derbyshire, gekauft
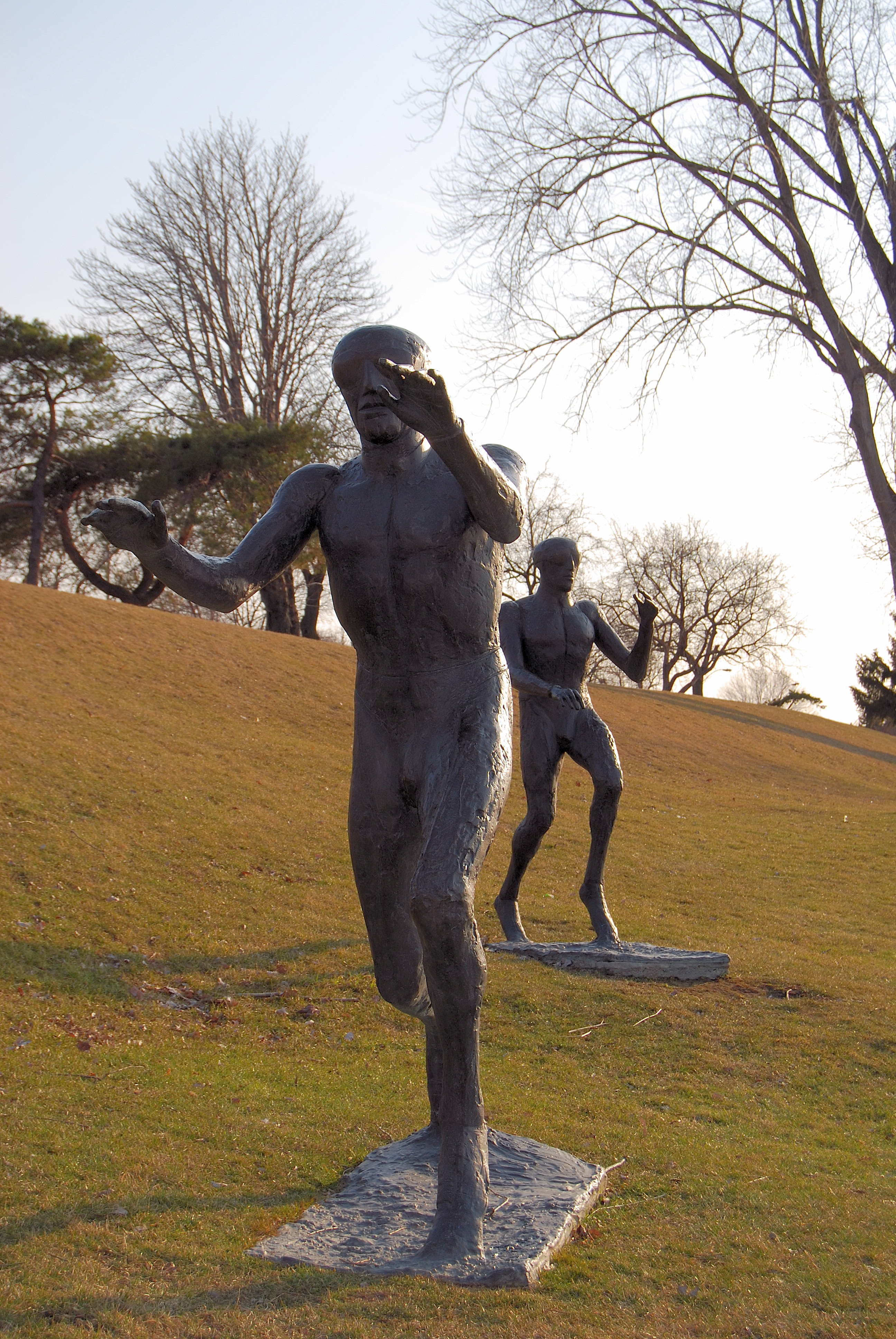
Skulptur Flying Men im Odette-Skulpturenpark in Windsor, Ontario
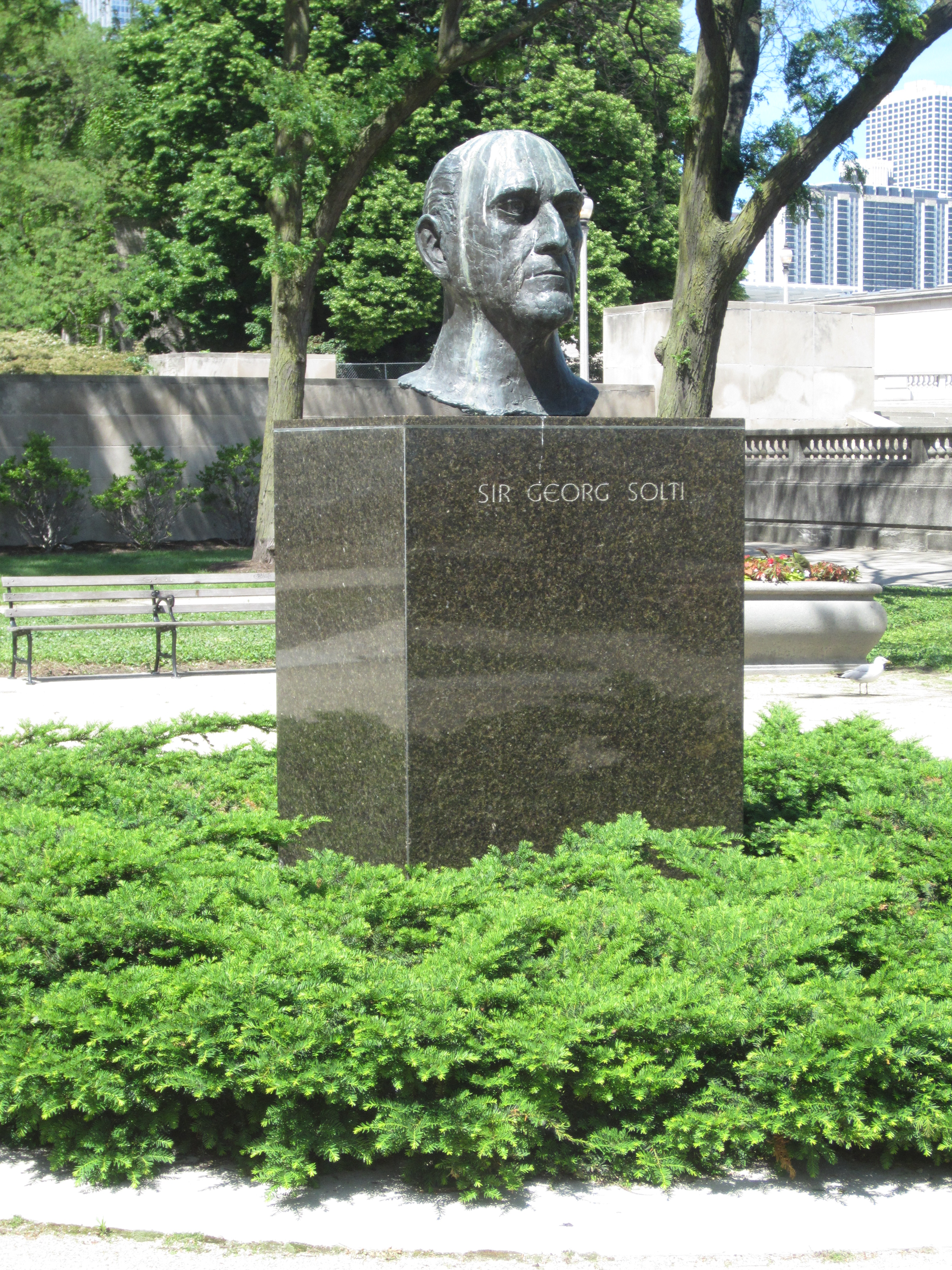
Eine Bronzebüste von Sir Georg Solti von Elisabeth Frink wurde am 10. Oktober 1987 zum Gedenken an den 75. Geburtstag des Dirigenten im Lincoln Park in Chicago vor dem Lincoln Park Conservatory eingeweiht

## Auszeichnungen und Ehrungen
- 1953: Preisträgerin im UPP-Wettbewerb[11]
- 1969: Commander des Order of the British Empire (CBE)
- 1982: Dame Commander des Order of the British Empire (DBE)
- 1975: Treuhänderin des British Museum
- 1976: Mitglied der Royal Fine Arts Commission
- 1977: Mitglied der Royal Academy
- 1992: Companion of Honour

### Ehrendoktorwürde
- 1977: University of Surrey
- 1982: Royal College of Art
- 1983: Open University
- 1983: University of Warwick
- 1988: University of Cambridge
- 1988: University of Exeter
- 1989: University of Oxford
- 1989: University of Keele